# Монтюрё-э-Прантиньи
Монтюрё-э-Прантиньи́ (фр. Montureux-et-Prantigny) — коммуна во Франции, находится в регионе Франш-Конте. Департамент — Верхняя Сона. Входит в состав кантона Отре-ле-Гре. Округ коммуны — Везуль.
Код INSEE коммуны — 70371.

## География
Коммуна расположена приблизительно в 290 км к юго-востоку от Парижа, в 45 км северо-западнее Безансона, в 45 км к западу от Везуля.
Вдоль восточной границы коммуны протекает река Сона.

## Население
Население коммуны на 2010 год составляло 209 человек.
| 1962 | 1968 | 1975 | 1982 | 1990 | 1999 | 2010 |
| ---- | ---- | ---- | ---- | ---- | ---- | ---- |
| 208  | 214  | 186  | 216  | 203  | 205  | 209  |

## Экономика
В 2010 году среди 131 человека трудоспособного возраста (15—64 лет) 87 были экономически активными, 44 — неактивными (показатель активности — 66,4 %, в 1999 году было 73,1 %). Из 87 активных жителей работали 79 человек (48 мужчин и 31 женщина), безработных было 8 (6 мужчин и 2 женщины). Среди 44 неактивных 16 человек были учениками или студентами, 13 — пенсионерами, 15 были неактивными по другим причинам.

## Достопримечательности
- Шато Монтюрё-э-Прантиньи (XVII век). Исторический памятник с 1992 года[3]